# Tetranchyroderma
Tetranchyroderma är ett släkte av bukhårsdjur. Tetranchyroderma ingår i familjen Thaumastodermatidae.
Släktet Tetranchyroderma indelas i:
- Tetranchyroderma anomalopsum
- Tetranchyroderma antennatum
- Tetranchyroderma aphenothigmum
- Tetranchyroderma apum
- Tetranchyroderma arcticum
- Tetranchyroderma australiense
- Tetranchyroderma boadeni
- Tetranchyroderma boreale
- Tetranchyroderma bulbosum
- Tetranchyroderma bunti
- Tetranchyroderma canariensis
- Tetranchyroderma cirrophora
- Tetranchyroderma cirrophorum
- Tetranchyroderma coelopodium
- Tetranchyroderma dendricum
- Tetranchyroderma dragescoi
- Tetranchyroderma enalosum
- Tetranchyroderma esarabdophorum
- Tetranchyroderma faroense
- Tetranchyroderma gracilium
- Tetranchyroderma heterotentaculatum
- Tetranchyroderma heterotubulatum
- Tetranchyroderma hirtum
- Tetranchyroderma hoonsooi
- Tetranchyroderma hypopsilancrum
- Tetranchyroderma hystrix
- Tetranchyroderma inaequitubulatum
- Tetranchyroderma indicum
- Tetranchyroderma insulare
- Tetranchyroderma kontosomum
- Tetranchyroderma littoralis
- Tetranchyroderma massiliense
- Tetranchyroderma megastomum
- Tetranchyroderma monokerosum
- Tetranchyroderma multicirratum
- Tetranchyroderma norvegicum
- Tetranchyroderma pachysomum
- Tetranchyroderma pacificum
- Tetranchyroderma papii
- Tetranchyroderma paradoxum
- Tetranchyroderma paralittoralis
- Tetranchyroderma pentaspersus
- Tetranchyroderma polyacanthus
- Tetranchyroderma polypodium
- Tetranchyroderma polyprobolostomum
- Tetranchyroderma psilotopum
- Tetranchyroderma pugetensis
- Tetranchyroderma quadritentaculatum
- Tetranchyroderma sanctaecaterinae
- Tetranchyroderma sardum
- Tetranchyroderma schizocirratum
- Tetranchyroderma suecicum
- Tetranchyroderma swedmarki
- Tetranchyroderma symphorochetum
- Tetranchyroderma tanymesatherum
- Tetranchyroderma tentaculatum
- Tetranchyroderma thysanogaster
- Tetranchyroderma thysanophorum
- Tetranchyroderma tribolosum
- Tetranchyroderma weissi
- Tetranchyroderma verum